# Ganxsta Zolee
Zana Zoltán, művésznevén Ganxsta Zolee vagy Döglégy Zoltán (Budapest, 1966. január 7. –) magyar rapper, dobos, előadóművész és színész.

## Élete
Zana József színész és Kassai Ilona Kossuth-díjas színésznő gyermekeként született. A középiskolát az angyalföldi Kilián György Gimnáziumban (ma: Németh László Gimnázium) végezte el. 1984–1987 között a Technoimpexnél dolgozott, majd munkanélküli lett.

## Zenei pályája
1988–1989 között az Őrjítő Gyógyhullám együttes tagja volt. 1989-ben került a Block nevű együttesbe. 1989–1990 között a Dance zenekar dobosa volt, ezzel párhuzamosan a Love nevű négytagú rockformációban is játszott beugró dobosként, ennek a zenekarnak az énekese volt Szendrey Zsolt, akivel később a Sex Actionben is együtt zenéltek. Az F.O. System nevű dark rock zenekarban a legendás trió feloszlása előtt ő játszotta végig az utolsó turnét mint dobos.
A Sex Action a csökkenő lemezeladások miatt Actionre változtatta nevét, stílust váltott, ott kezdett el először rappelni. A Ganxsta Zolee és a Kartel nevű gengszter hiphop együttes frontembere (1995-től). A zenekar elhíresült szókimondó (gyakran vulgáris) szövegeiről. Emellett a Sex Action dobosa, illetve a KGB, a Jack Jack, és a Dos Diavolos zenekar tagja is.
A Ganxsta Zolee és a Kartel együttes tagjai több alkalommal viselkedtek botrányosan a fellépéseik során. Zana elmondása szerint egyszer egy falunapon keveredtek verekedésbe egy vendéggel. Később Zana egy céges karácsonyi rendezvényen okozott súlyos, 8 napon túl gyógyuló sérüléseket az őket meghívó cég alkalmazottjának, majd a rendőrség kiérkezése előtt a zenekar elmenekült.

## Magánélete
Hobbijai a jégkorong és a labdarúgás. Közismerten szurkolója a Boca Juniorsnak, az argentin labdarúgó-válogatottnak az Atlético Madridnak, az Újpestnek – habár egy koncerten a DVSC mezében énekelt, ezzel kétségbe vonva hovatartozását –, valamint a finn férfi jégkorong-válogatottnak. Elvált, egy kislány, Zoé édesapja, aki 2007 augusztusában született. Van egy fogadott fia is. Egy testvére van, Zana Zita.

## Érdekesség
2010 óta a baranyai Görcsöny községben egy híd viseli a nevét, az 5801-es úton. A polgármester úgy kerülte meg az élő személyről való elnevezés tilalmát, hogy a "Ganxsta Zolee" nevet nem tekintette élő személy nevének.

## Diszkográfia

### Dance
- Love Commando (1990)

### Sex Action
- Sex Action (1990)
- Olcsó élvezet (1992)
- Mocskos élet (1993)
- Jöhet bármi (2005)
- Olaj a tűzre (2013)
- 25 (2015) – jubileumi koncert

### Action
- Összeomlás (1994)
- Terror (1995)
- Sexact!on (1997)

### Ganxsta Zolee és a Kartel

#### Albumok
- Egyenesen a gettóból (1995)
- Jégre teszlek (1997)
- Helldorado (1999) [ISWC T-007.034.731-7]
- Rosszfiúk (2000)
- Pokoli lecke (2001) [ISWC T-007.034.799-7]
- Gyilkosság Rt. (2002) [ISWC T-007.034.728-2]
- Greatest sHit (2003)
- Szabad a gazda (2004) [ISWC T-007.034.811-6]
- X – Jubileumi Koncertalbum (2005)
- Isten, Család, Sör (2007) [ISWC T-007.028.273-3]
- Amikor már azt hitted, hogy vége (2009) [ISWC T-007.067.371-0]
- Hatalmat a népnek! (2012)
- 20 év gengszter rap – Tribute (2015)
- K.O. (2017)
- Helldorado – Újratöltve (2018)
- OldSkool (2019)
- A Bohóc (2022)

#### EP-k
- Fehér hó (1996)
- Argentin tangó (1998) [ISWC T-007.117.754-2]

#### Kislemezek
- A Jó a Rossz és a Kartel (Promo)
- A való világ [ISWC T-007.034.829-6]
- Blow-Feld vs. O.J. Bond [ISWC T-007.034.691-6]
- Néhány jó dolog [ISWC T-007.034.778-2]
- Vato Loco
- Mi vagyunk azok
- H-O-K-I (Promo)
- Route 66
- Gerilla Funk
- Vannak percek
- Külvárosi mese / Fel a fejjel
- Ég a jég (Promo) [ISWC T-007.034.705-5]
- Becsületkódex (Promo) [ISWC T-007.034.687-0]

### KGB
- Garázsország (2007) [ISWC T-007.025.245-7]

### Jack Jack
- The Band (2008)

### F. O. System
- Utolsó üvöltés (2009)

### Dos Diavolos
- Egyenesen a mocsárból (2021)
- Sírásó (2023)

## Film- és szinkronszerepei
- Nekem lámpást adott kezembe az Úr Pesten (1999)
- Hasfalmetszők (1999) [ISWC T-007.034.730-6 – filmzene]
- Rosszfiúk (2000)
- Kérnék egy kocsit (2000)
- Egyetleneim (2005)
- Le a fejjel! (2005) – Lothár, a hóhér
- Noé bárkája (2006) – Rapper
- Metamorfózis (2006) – Igor
- A csodacsapat (2013) – Shaheef Berda
- Die Hard 5 – Drágább, mint az életed (2013) – orosz maffiózó
- Cop Mortem (2016) – Apache
- Tömény történelem (2016)
- Valami Amerika 3. (2018)
- Kölcsönlakás (2019)

### Szinkronhang
- Kiképzés (2002)
- Pata-csata (2005)
- Verdák (2006) – Joe Komposztor
- Terhelt Terkel (2006)
- Madagaszkár 2. (2008) – Moto Moto
- Immigrants – Jóska menni Amerika (2008) – Flaco
- Fel (2009) – Beta
- Napkelte sorozat (2020) – Narrátor
- Trollok a világ körül (2020) – Pici Diamond
- Kentaurföld (2021) – Ched

### Videójáték
- Chrome Gold (2003) – Bolt Logan (szinkronhang)
- Codename: Panzers – Phase Two (2005) – Serigo de Angelis (szinkronhang)
- Jumurdzsák gyűrűje (2005) – Ügynök

### Sorozatszerep
- Jóban Rosszban (2008) – önmaga (863. és 864. rész)
- Strike Back (2013) – Orosz rab (4. évad 7. rész)
- Munkaügyek (2013) – önmaga (2. évad, 9. rész)
- A tanár (2018) – Gazsi
- Keresztanyu (2021–2022) – Damil (Tomasevics Zoltan)
- Drága örökösök – A visszatérés (2022–2024) – Dándi

### TV műsor
- Ötökör

## Díjai
- Arany Zsiráf-díj (1998, 2000, 2001, 2003)

## Kötetek
- Major Mihály–Ganxsta Zoltán: Ganxsta Zolee az első, az utolsó, az egyetlen; ZAJ-ZONe, Bp., 2000 (utalás az azonos című szerzeményre ISWC T-007.034.707-7)
- Ganxsta Zolee: Döglégy a világ körül; lejegyezte Fencsik Tamás; Trubadúr–Helikon, Bp., 2015